# Sunt un mic ticălos 4
Sunt un mic ticălos 4 (titlu original: în engleză Despicable Me 4) este un film de animație american din 2024 regizat de Chris Renaud. Este continuarea filmului Sunt un mic ticălos 3 din anul 2017.